# Rhinella poeppigii
Espèce
Synonymes
- Bufo poeppigii Tschudi, 1845
- Docidophryne lazarus Fitzinger, 1861 "1860"
- Phrynoidis agua Cope, 1862
- Phrynoidis molitor Cope, 1862
- Bufo andianus Cope, 1868
- Bufo marinus andinensis Melin, 1941

Statut de conservation UICN

 LC  : Préoccupation mineure
Rhinella poeppigii est une espèce d'amphibiens de la famille des Bufonidae.

## Répartition
Cette espèce se rencontre au Pérou et en Bolivie entre 350 et 2 000 m d'altitude sur le versant amazonien de la cordillère Orientale,.
Sa présence est incertaine en Équateur.

## Description

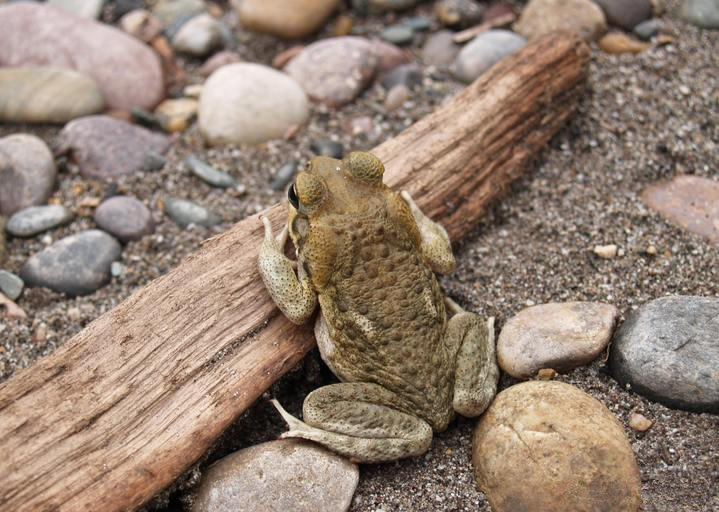
Rhinella poeppigii

Les mâles mesurent jusqu'à 112,0 mm et les femelles jusqu'à 138,8 mm
.

## Étymologie
Cette espèce est nommée en l'honneur d'Eduard Friedrich Poeppig.

## Publication originale
- Tschudi, 1845 : Reptilium conspectum quae in Republica Peruana reperiuntur et pleraque observata vel collecta sunt in itinere. Archiv für Naturgeschichte, vol. 11, no 1, p. 150-170 (texte intégral).